# Kocsi a ló elé

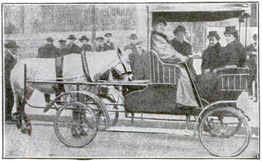
Egy ló, aki szekereket tolt 1907-ben Párizsban.

A kocsi a ló elé arra a közmondásra utal, hogy: A lovat a szekér mögé fogni. A lónak nem tolnia, hanem húznia kell a szekeret, így nem mögé, hanem elé kell fogni; habár léteztek járművek a 19. századi Németországban és a 20. század elején Franciaországban, amiket tolt a ló. Így a mondás arra utal, hogy a dolgokat rossz sorrendben közelítik meg, vagy rosszul állítják fel a fontossági sorrendet. Az ok és az okozat összetévesztésére is használják.
Már a reneszánszból ismert mondás, a 16. századból maradt fenn. Olyan helyzetekben használják, amikor két dolog, munka sorrendjét megfordítják, és a természetszerűleg későbbit végzik el korábban.

## Egyéb nyelveken
- Angol: (to put) the cart before the horse
- Német: das Pferd von hinten Aufzäumen
- Ír: Tá an ceann contráilte den scéal agat.